# Lisa Raymond
Lisa Raymond (ur. 10 sierpnia 1973 w Norristown w stanie Pensylwania) – amerykańska tenisistka, zwyciężczyni turniejów wielkoszlemowych w grze podwójnej i mieszanej, zdobywczyni Pucharu Federacji, brązowa medalistka Letnich Igrzysk Olimpijskich 2012 w grze mieszanej. Raymond pięciokrotnie osiągała pierwsze miejsce w klasyfikacji deblowej WTA, kiedy awansowała na tę pozycję po raz piąty dnia 23 kwietnia 2012, została najstarszą w dziejach liderką rankingu WTA spośród wszystkich singlistek i deblistek.

## Kariera
Praworęczna zawodniczka, z backhandem granym jedną ręką, preferująca styl ofensywny z częstymi atakami wolejowymi, znana jest głównie jako specjalistka gry podwójnej. Z powodzeniem występuje także w grze pojedynczej; w październiku 1997 zajmowała 15. miejsce w rankingu singlowym, wygrała w karierze cztery turnieje zawodowe, osiągnęła dwa ćwierćfinały wielkoszlemowe (Wimbledon 2000 i US Open 2004), ma na koncie zwycięstwa m.in. nad byłymi liderkami rankingu Martiną Hingis i Venus Williams.
Znacznie większe osiągnięcia ma na koncie jako deblistka. Do lipca 2013 wygrała 79 turniejów, w tym sześć wielkoszlemowych, a także pięć turniejów wielkoszlemowe w grze mieszanej. Najskuteczniejszy duet tworzyła z Australijką Rennae Stubbs, od 2005 z powodzeniem gra w parze z inną Australijką, Samanthą Stosur (wygrane US Open i WTA Tour Championships w 2005, French Open w 2006); w styczniu 2006 ze Stosur była w finale debla Australian Open (para amerykańsko-australijska nie wykorzystała dwóch meczboli przeciwko Chinkom Yan Zi i Zheng Jie). W czerwcu 2000 Raymond po raz pierwszy została liderką rankingu światowego gry podwójnej.
Oficjalną karierę zawodową rozpoczęła stosunkowo późno, w maju 1993; wcześniej z powodzeniem występowała w amerykańskich rozgrywkach uniwersyteckich, a w cyklu WTA Tour jako amatorka. W 2001 otrzymała tytuł mistrzyni świata w deblu wspólnie ze Stubbs, przyznany przez Międzynarodową Federację Tenisową (ITF). Wchodziła w skład Rady Zawodniczej WTA.
Jako reprezentantka USA startowała na igrzyskach olimpijskich w Atenach w 2004; w grze pojedynczej dotarła do III rundy (1/8 finału), przegrywając z późniejszą brązową medalistką Alicią Molik, a w deblu, w parze z weteranką Martiną Navrátilovą, do ćwierćfinału (porażka z Japonkami Shinobu Asagoe i Ai Sugiyamą). W 2012 ponownie reprezentowała Stany Zjednoczone na igrzyskach w Londynie. W grze podwójnej osiągnęła czwarte miejsce razem z Liezel Huber. W mikście zdobyła brązowy medal wspólnie z Mikiem Bryanem. W 1997 debiutowała w zespole narodowym w Pucharze Federacji; przyczyniła się do zdobycia trofeum w 2000 roku, jako deblistka w parze z Jennifer Capriati. Do 2009 roku wystąpiła w 23 pojedynkach (wygrywając 14 z nich), większość w grze podwójnej.
W styczniu 2006 w parze z Taylorem Dentem zdobyła Puchar Hopmana; turniej ten jest uważany za nieoficjalne mistrzostwa świata w grze mieszanej.

## Życie osobiste
Lisa Raymord jest zdeklarowaną lesbijką. Przez pewien okres była związana z australijską tenisistką Rennae Stubbs.

## Historia występów wielkoszlemowych
Legenda
     W, wygrany turniej
      F, przegrana w finale
      SF, przegrana w półfinale
      QF, przegrana w ćwierćfinale
     xR, przegrana w x rundzie
     A, brak startu

### Występy w grze pojedynczej
| Australian Open        | A   | A   | A   | A  | A  | 2R | 3R | 1R | 2R | 3R | 1R | 2R | 1R | 3R | 2R | QF | 3R | 1R  | 16 – 13 |  |  |  |  |  |  |  |
| French Open            | A   | A   | A   | A  | A  | 1R | A  | 1R | 4R | 1R | 1R | 2R | 1R | 1R | 2R | 2R | 1R | 1R  | 6 – 12  |  |  |  |  |  |  |  |
| Wimbledon              | A   | A   | A   | A  | 4R | 1R | 4R | 2R | 2R | 1R | 4R | QF | 3R | 4R | 3R | 2R | 1R | 2R  | 24 – 14 |  |  |  |  |  |  |  |
| US Open                | 1R  | 1R  | A   | 2R | 2R | 3R | 2R | 4R | 2R | 3R | 2R | 3R | 3R | 3R | 2R | 3R | 2R | 1R  | 22 – 17 |  |  |  |  |  |  |  |
|                        |     |     |     |    |    |    |    |    |    |    |    |    |    |    |    |    |    |     |         |  |  |  |  |  |  |  |
| Ranking na koniec roku | 449 | 328 | 251 | 76 | 54 | 44 | 20 | 27 | 17 | 27 | 28 | 31 | 22 | 29 | 28 | 30 | 76 | 128 | 68 – 56 |  |  |  |  |  |  |  |

### Występy w grze podwójnej
| Australian Open        | A | A   | A   | A | A  | 3R | SF | QF | F  | SF | SF | W  | 1R | SF | SF | 2R | 2R | F  | SF | 1R | 3R | SF | 3R | QF | 2R | 3R | 1R |   | A    | 1 / 22 | 61 – 21  |  |  |  |  |  |  |
| French Open            | A | A   | A   | A | A  | F  | A  | 3R | F  | 1R | 1R | 3R | SF | F  | 3R | SF | QF | W  | SF | 3R | 3R | 3R | SF | 1R | A  | 3R | A  |   | A    | 1 / 19 | 54 – 18  |  |  |  |  |  |  |
| Wimbledon              | A | A   | A   | A | A  | 3R | 1R | 3R | QF | SF | 3R | SF | W  | QF | SF | SF | 1R | 3R | SF | F  | 1R | QF | QF | SF | 2R | 2R | QF |   | A    | 1 / 22 | 60 – 21  |  |  |  |  |  |  |
| US Open                | A | 2R  | A   | A | 2R | QF | 3R | 2R | 3R | SF | 3R | QF | W  | 3R | 2R | QF | W  | SF | 3R | F  | 1R | QF | W  | 3R | 3R | 3R | 1R |   | A    | 3 / 24 | 63 – 21  |  |  |  |  |  |  |
|                        |   |     |     |   |    |    |    |    |    |    |    |    |    |    |    |    |    |    |    |    |    |    |    |    |    |    |    |   |      |        |          |  |  |  |  |  |  |
| Ranking na koniec roku | – | 218 | 725 | – | 32 | 10 | 16 | 12 | 12 | 5  | 5  | 5  | 1  | 3  | 5  | 10 | 3  | 1  | 3  | 8  | 18 | 9  | 4  | 6  | 29 | 44 | 61 | – | 1074 | 6 / 87 | 238 – 81 |  |  |  |  |  |  |

### Występy w grze mieszanej
| Turniej         | 1989 | 1990 | 1991 | 1992 | 1993 | 1994 | 1995 | 1996 | 1997 | 1998 | 1999 | 2000 | 2001 | 2002 | 2003 | 2004 | 2005 | 2006 | 2007 | 2008 | 2009 | 2010 | 2011 | 2012 | 2013 | 2014 | 2015 | Tytuły | Z-P      |
| --------------- | ---- | ---- | ---- | ---- | ---- | ---- | ---- | ---- | ---- | ---- | ---- | ---- | ---- | ---- | ---- | ---- | ---- | ---- | ---- | ---- | ---- | ---- | ---- | ---- | ---- | ---- | ---- | ------ | -------- |
| Australian Open | A    | A    | A    | A    | A    | A    | QF   | SF   | QF   | QF   | 1R   | 1R   | 2R   | 2R   | 2R   | QF   | A    | 2R   | QF   | 2R   | 1R   | SF   | 1R   | QF   | A    | 2R   | 2R   | 0 / 19 | 25 – 19  |
| French Open     | A    | A    | A    | A    | A    | 3R   | A    | 2R   | F    | 3R   | QF   | 3R   | QF   | 2R   | W    | 1R   | QF   | 1R   | QF   | 1R   | 2R   | 1R   | 1R   | 1R   | QF   | 1R   | A    | 1 / 20 | 23 – 19  |
| Wimbledon       | A    | A    | A    | A    | A    | 3R   | 1R   | 1R   | 2R   | 1R   | W    | 3R   | 3R   | QF   | QF   | 2R   | SF   | 3R   | 2R   | 3R   | 3R   | F    | 1R   | W    | F    | A    | 1R   | 2 / 21 | 37 – 19  |
| US Open         | A    | 1R   | A    | A    | A    | 1R   | 1R   | W    | SF   | F    | 2R   | 1R   | F    | W    | QF   | 2R   | 2R   | 1R   | 1R   | 2R   | QF   | QF   | 2R   | 1R   | 2R   | 1R   | 2R   | 2 / 23 | 34 – 21  |
|                 |      |      |      |      |      |      |      |      |      |      |      |      |      |      |      |      |      |      |      |      |      |      |      |      |      |      |      |        |          |
|                 |      |      |      |      |      |      |      |      |      |      |      |      |      |      |      |      |      |      |      |      |      |      |      |      |      |      |      | 5 / 83 | 119 – 78 |

## Finały turniejów WTA
| Legenda                     | Legenda |
| --------------------------- | ------- |
| Wielki Szlem                |         |
| Igrzyska olimpijskie        |         |
| WTA Tour Championships      |         |
| 1988 – 2008                 |         |
| Kategoria I                 |         |
| Kategoria II                |         |
| Kategoria III               |         |
| Kategoria IV                |         |
| Kategoria V                 |         |
| 2009 – 2020                 |         |
| WTA Premier Mandatory       |         |
| WTA Premier 5               |         |
| WTA Premier                 |         |
| WTA International Series    |         |
| WTA 125K series (2012–2020) |         |

### Gra pojedyncza 12 (4–8)
| Końcowy wynik | Nr | Data                 | Turniej     | Nawierzchnia    | Przeciwniczka       | Wynik finału     |
| ------------- | -- | -------------------- | ----------- | --------------- | ------------------- | ---------------- |
| Finalistka    | 1. | 22 maja 1994         | Lucerna     | Ceglana         | Lindsay Davenport   | 6:7(3), 4:6      |
| Finalistka    | 2. | 12 lutego 1995       | Chicago     | Dywanowa (hala) | Magdalena Maleewa   | 5:7, 6:7(2)      |
| Finalistka    | 3. | 6 sierpnia 1995      | San Diego   | Twarda          | Conchita Martínez   | 2:6, 0:6         |
| Zwyciężczyni  | 1. | 27 października 1996 | Quebec      | Dywanowa (hala) | Els Callens         | 6:4, 6:4         |
| Finalistka    | 4. | 23 lutego 1997       | Oklahoma    | Twarda (hala)   | Lindsay Davenport   | 4:6, 2:6         |
| Finalistka    | 5. | 12 października 1997 | Filderstadt | Twarda (hala)   | Martina Hingis      | 2:6, 4:6         |
| Zwyciężczyni  | 2. | 18 czerwca 2000      | Birmingham  | Trawiasta       | Tamarine Tanasugarn | 6:2, 6:7(7), 6:4 |
| Finalistka    | 6. | 28 października 2001 | Luksemburg  | Twarda (hala)   | Kim Clijsters       | 2:6, 2:6         |
| Zwyciężczyni  | 3. | 23 lutego 2002       | Memphis     | Twarda (hala)   | Alexandra Stevenson | 4:6, 6:3, 7:6(9) |
| Finalistka    | 7. | 15 września 2002     | Waikoloa    | Twarda          | Cara Black          | 6:7(1), 4:6      |
| Zwyciężczyni  | 4. | 22 lutego 2003       | Memphis     | Twarda (hala)   | Amanda Coetzer      | 6:3, 6:2         |
| Finalistka    | 8. | 21 lutego 2004       | Memphis     | Twarda (hala)   | Wiera Zwonariowa    | 6:4, 4:6, 5:7    |

## Występy w Turnieju Mistrzyń

### W grze podwójnej
| Rok  | Rezultat    | Partnerka         | Przeciwniczki                        | Wynik            |
| 1994 | Ćwierćfinał | Lindsay Davenport | Jana Novotná Arantxa Sánchez Vicario | 2:6, 2:6         |
| 1996 | Ćwierćfinał | Rennae Stubbs     | Lindsay Davenport Mary Joe Fernández | 2:6, 2:6         |
| 1998 | Półfinał    | Rennae Stubbs     | Lindsay Davenport Natalla Zwierawa   | 3:6, 1:6         |
| 1999 | Półfinał    | Rennae Stubbs     | Martina Hingis Anna Kurnikowa        | 6:4, 6:7(3), 0:6 |
| 2000 | Półfinał    | Rennae Stubbs     | Martina Hingis Anna Kurnikowa        | 4:6, 2:6         |
| 2001 | Zwycięstwo  | Rennae Stubbs     | Cara Black Jelena Lichowcewa         | 7:5, 3:6, 6:3    |
| 2002 | Półfinał    | Rennae Stubbs     | Cara Black Jelena Lichowcewa         | 6:3, 3:6, 6:7(4) |
| 2005 | Zwycięstwo  | Samantha Stosur   | Cara Black Rennae Stubbs             | 6:7(7), 7:5, 6:4 |
| 2006 | Zwycięstwo  | Samantha Stosur   | Cara Black Rennae Stubbs             | 3:6, 6:3, 6:3    |
| 2010 | Półfinał    | Rennae Stubbs     | Květa Peschke Katarina Srebotnik     | 6:7(6), 3:6      |
| 2011 | Zwycięstwo  | Liezel Huber      | Květa Peschke Katarina Srebotnik     | 6:4, 6:4         |
| 2012 | Półfinał    | Liezel Huber      | Andrea Hlaváčková Lucie Hradecká     | 6:7(6), 1:6      |

## Turnieje rangi ITF
| turnieje z pulą nagród 100 000 $ |
| turnieje z pulą nagród 75 000 $  |
| turnieje z pulą nagród 50 000 $  |
| turnieje z pulą nagród 25 000 $  |
| turnieje z pulą nagród 15 000 $  |
| turnieje z pulą nagród 10 000 $  |

### Gra podwójna 2 (1-1)
| Rezultat     | Data       | Turniej      | ($)    | Naw.   | Partnerka      | Przeciwniczki                    | Wynik    |
| Zwyciężczyni | 10/06/1990 | Key Biscayne | 10 000 | Twarda | Ronni Reis     | Kathy Foxworth Vincenza Procacci | 6:4, 7:5 |
| Finalistka   | 14/10/1990 | Salisbury    | 10 000 | Twarda | Dierdre Herman | Penny Mager Jill Hetherington    | 3:6, 1:6 |

## Występy w igrzyskach olimpijskich

### Gra pojedyncza
| Runda                                                                               | Przeciwniczka                  | Wynik         |  |
| ----------------------------------------------------------------------------------- | ------------------------------ | ------------- |  |
|                                                                                     |                                |               |  |
| Letnie Igrzyska Olimpijskie w Atenach 2004, reprezentując państwo Stany Zjednoczone |                                |               |  |
| I runda                                                                             | Słowacja Ľubomíra Kurhajcová   | 6:4, 4:6, 6:3 |  |
| II runda                                                                            | Włochy Silvia Farina Elia [14] | 6:1, 6:2      |  |
| III runda                                                                           | Australia Alicia Molik         | 4:6, 4:6      |  |

### Gra podwójna
| Runda                                                                                | Partnerka               | Przeciwniczki                                    | Wynik         |
| ------------------------------------------------------------------------------------ | ----------------------- | ------------------------------------------------ | ------------- |
|                                                                                      |                         |                                                  |               |
| Letnie Igrzyska Olimpijskie w Atenach 2004, reprezentując państwo Stany Zjednoczone  |                         |                                                  |               |
| I runda                                                                              | Martina Navrátilová [3] | Ukraina Julija Bejhelzimer / Tetiana Perebyjnis  | 6:0, 6:2      |
| II runda                                                                             | Martina Navrátilová [3] | Francja Amélie Mauresmo / Mary Pierce            | walkower      |
| Ćwierćfinał                                                                          | Martina Navrátilová [3] | Japonia Shinobu Asagoe / Ai Sugiyama [5]         | 4:6, 6:4, 4:6 |
|                                                                                      |                         |                                                  |               |
| Letnie Igrzyska Olimpijskie w Londynie 2012, reprezentując państwo Stany Zjednoczone |                         |                                                  |               |
| I runda                                                                              | Liezel Huber [1]        | wolny los                                        | wolny los     |
| II runda                                                                             | Liezel Huber [1]        | Polska Agnieszka Radwańska / Urszula Radwańska   | 6:4, 7:6(3)   |
| Ćwierćfinał                                                                          | Liezel Huber [1]        | Rosja Jekatierina Makarowa / Jelena Wiesnina [6] | 6:3, 6:3      |
| Półfinał                                                                             | Liezel Huber [1]        | Czechy Andrea Hlaváčková / Lucie Hradecká [4]    | 1:6, 6:7(2)   |
| O trzecie miejsce                                                                    | Liezel Huber [1]        | Rosja Marija Kirilenko / Nadieżda Pietrowa [3]   | 6:4, 4:6, 1:6 |

### Gra mieszana
| Runda                                                                                | Partner        | Przeciwnicy                                    | Wynik          |
| ------------------------------------------------------------------------------------ | -------------- | ---------------------------------------------- | -------------- |
|                                                                                      |                |                                                |                |
| Letnie Igrzyska Olimpijskie w Londynie 2012, reprezentując państwo Stany Zjednoczone |                |                                                |                |
| I runda                                                                              | Mike Bryan [3] | Włochy Sara Errani / Andreas Seppi             | 7:5, 6:3       |
| Ćwierćfinał                                                                          | Mike Bryan [3] | Argentyna Gisela Dulko / Juan Martín del Potro | 6:2, 7:5       |
| Półfinał                                                                             | Mike Bryan [3] | Białoruś Wiktoryja Azaranka / Maks Mirny [1]   | 6:3, 4:6, 7–10 |
| O trzecie miejsce                                                                    | Mike Bryan [3] | Niemcy Sabine Lisicki / Christopher Kas        | 6:3, 4:6, 10–4 |

## Zawody zespołowe

### Puchar Federacji
- Kraj: USA
- Lata uczestnictwa: 1997, 1998, 2000, 2002, 2003, 2004, 2007, 2008
- Najlepszy wynik: Zwycięstwo w 2000 roku

### Puchar Hopmana
- Kraj: USA
- Lata uczestnictwa: 2006
- Najlepszy wynik: Zwycięstwo w 2006 roku (z Taylorem Dentem)